# Rio Iaco
Rio Iaco är ett vattendrag i Brasilien, på gränsen till Peru. Det ligger i den västra delen av landet, 2 400 km väster om huvudstaden Brasília.
I omgivningarna runt Rio Iaco växer i huvudsak städsegrön lövskog. Trakten runt Rio Iaco är nära nog obefolkad, med mindre än två invånare per kvadratkilometer.